# كويزي شكيل
كويزي شكيل (الاسم العلمي: Cantharellus formosus) هو نوع من الفطريات يتبع جنس الكويزي من فصيلة الكويزية.